# Double or Nothing (2025)
Double or Nothing 2025 fue la séptima edición de Double or Nothing, el evento de pague por ver de lucha libre profesional producido por la empresa estadounidense All Elite Wrestling. Se llevó a cabo durante el fin de semana del Memorial Day el 25 de mayo de 2025, en el Desert Diamond Arena en Glendale, Arizona. Este será el primer evento que tendrá lugar fuera de Las Vegas Strip en Paradise, Nevada desde el evento inaugural en 2019, y también será el primer PPV de AEW que tendrá lugar en el estado de Arizona.

## Producción
Double or Nothing se considera el evento estrella de All Elite Wrestling (AEW), ya que se celebró por primera vez en 2019 y fue el primer evento de lucha libre profesional de la promoción y el primer pague por ver (PPV) producido. Se celebra anualmente en mayo durante el fin de semana del Memorial Day y es uno de los "Cuatro Grandes" PPV de AEW, que incluye All Out, Full Gear y Revolution, sus cuatro espectáculos más grandes producidos trimestralmente. El nombre del evento es una referencia a su tema de Las Vegas y tradicionalmente se celebra en Paradise, Nevada. Se produjeron excepciones a esta norma en 2020 y 2021 debido a las restricciones de la pandemia COVID-19 que estaban en vigor en ese momento, pero mantuvieron la temática de Las Vegas.
El 19 de febrero de 2025, AEW anunció que la séptima edición anual de Double or Nothing se celebraría el 25 de mayo de 2025 en el Desert Diamond Arena en Glendale, Arizona, marcando el primer evento que se celebraría fuera del área de Las Vegas desde el inicio del evento en 2019 (excluyendo los dos eventos de la era COVID). El lugar obtiene su nombre de un acuerdo de derechos de nombre con Desert Diamond Casinos, manteniendo el evento Double or Nothing en línea con su tema de casino. Este también será el primer evento PPV de AEW que tendrá lugar en el estado de Arizona.
Al igual que en el evento de 2023, Double or Nothing se enfrentará a Battleground, un evento en directo producido por WWE para su marca de desarrollo, NXT. Según el ejecutivo de WWE Shawn Michaels, la programación no estaba pensada para que WWE se enfrentara a AEW, sino que se debía a la festividad (fin de semana del Memorial Day), ya que, según él, los eventos de WWE siempre han ido bien en días festivos.

## Resultados
- Zero Hour: Anna Jay & Harley Cameron derrotaron a Megan Bayne & Penelope Ford.
  - Cameron cubrió a Ford después de un «Double Knee Backbreaker».
- Zero Hour: Bandido, AR Fox & Los Titanes del Aire (Komander & Hologram) derrotaron a RPG Vice (Rocky Romero & Trent Beretta) & CRU (Action Andretti & Lio Rush).
  - Bandido cubrió a Andretti después de un «21 Plex».
- Mercedes Moné derrotó a Jamie Hayter en la final de la Women's Owen Hart Cup y ganó una oportunidad por el Campeonato Mundial Femenino de AEW en All In.
  - Moné cubrió a Hayter con un «Roll-Up».
  - El Campeonato TBS de AEW de Moné no estuvo en juego.
- FTR (Cash Wheeler & Dax Harwood) (con Stokely) derrotó a Nigel McGuinness & Daniel Garcia.
  - Harwood forzó a Garcia a rendirse con un «Sharpshooter».
  - Durante la lucha, Stokely interfirió a favor de FTR, mientras que Matt Menard lo hizo a favor de McGuinness & Garcia.
- Ricochet derrotó a Mark Briscoe en un Stretcher Match.
  - Ricochet ganó la lucha al lanzar a Briscoe a la ambulancia después de un «Spirit Gun».
- The Hurt Syndicate (Bobby Lashley & Shelton Benjamin) (con MVP & MJF) derrotó a The Sons of Texas (Dustin Rhodes & Sammy Guevara) y retuvo el Campeonato Mundial en Parejas de AEW.
  - Benjamin cubrió a Guevara después de un «Thrust Kick».
  - Durante la lucha, MJF interfirió a favor de The Hurt Syndicate.
  - El Campeonato Mundial en Parejas de ROH de The Sons of Texas no estuvo en juego.
- Kazuchika Okada derrotó a «Speedball» Mike Bailey y retuvo el Campeonato Continental de AEW.
  - Okada cubrió a Bailey después de un «Rainmaker».
- «Timeless» Toni Storm (con Luther) derrotó a Mina Shirakawa y retuvo el Campeonato Mundial Femenino de AEW.
  - Storm cubrió a Shirakawa después de un «Storm Zero».
- Kenny Omega, Swerve Strickland, Willow Nightingale & The Opps (Samoa Joe, Powerhouse Hobbs & Katsuyori Shibata) derrotaron a Death Riders (Jon Moxley, Claudio Castagnoli, Wheeler Yuta & Marina Shafir) & The Young Bucks (Matthew Jackson & Nicholas Jackson) en un Anarchy in the Arena.
  - Strickland cubrió a Nicholas después de un «Swerve Stomp».
  - Durante la lucha, Gabe Kidd interfirió a favor de Death Riders & The Young Bucks, mientras que Hook, Mark Briscoe y Prince Nana lo hicieron a favor de Omega, Strickland, Nightingale & The Opps.
- Don Callis Family (Konosuke Takeshita, Kyle Fletcher & Josh Alexander) (con Don Callis & Lance Archer) derrotó a Paragon (Adam Cole, Kyle O'Reilly & Roderick Strong).
  - Fletcher cubrió a O'Reilly después de un «Brainbuster».
  - Después de la lucha, Don Callis Family atacó a Paragon, pero fueron detenidos por Brody King, Tomohiro Ishii y Hiroshi Tanahashi.
- «Hangman» Adam Page derrotó a Will Ospreay en la final de la Men's Owen Hart Cup y ganó una oportunidad por el Campeonato Mundial de AEW en All In.
  - Page cubrió a Ospreay después de un «Buckshot Lariat».
  - Después de la lucha, ambos luchadores se dieron la mano en señal de respeto.